# Sportvagns-VM 1978
Sportvagns-VM 1978 kördes över totalt 8 omgångar.

## Delsegrare
| Bana                   | Vinnare                                     | Märke   |
| ---------------------- | ------------------------------------------- | ------- |
| Daytona 24-timmars     | Peter Gregg Rolf Stommelen Toine Hezemans   | Porsche |
| Mugello 6-timmars      | Hans Heyer Toine Hezemans John Fitzpatrick  | Porsche |
| Dijon 6-timmars        | Bob Wollek Henri Pescarolo                  | Porsche |
| Silverstone 6-timmars  | Jochen Mass Jacky Ickx                      | Porsche |
| Nürburgring 1000 km    | Hans Heyer Klaus Ludwig Toine Hezemans      | Porsche |
| Misano 6-timmars       | Bob Wollek Henri Pescarolo                  | Porsche |
| Watkins Glen 6-timmars | Peter Gregg Toine Hezemans John Fitzpatrick | Porsche |
| Vallelunga 6-timmars   | Bob Wollek Henri Pescarolo                  | Porsche |

## Märkes-VM
Bilarna delades in i två klasser efter motorstorlek: över respektive under två liter. Segraren i varje klass fick 20 poäng. Endast de sex bästa resultaten räknades i mästerskapet. Porsche (>2000 cm³) dömdes som segrare, eftersom de hade en vinst mer än BMW (<2000 cm³).
| Plats | Märke     | Poäng |
| ----- | --------- | ----- |
| 1     | Porsche   | 120   |
| 2     | BMW       | 120   |
| 3=    | Fiat      | 10    |
| 3=    | Chevrolet | 10    |
| 5     | Renault   | 8     |